# Kvalifikace na Mistrovství světa ve fotbale 1998 (UEFA)
Kvalifikace na Mistrovství světa ve fotbale 1998 zóny UEFA určila 14 účastníků finálového turnaje. Evropská kvalifikace začala v dubnu 1996. Všech 49 reprezentací bylo rozlosováno do 9 skupin po 6, resp. 5 týmech. První tým každé skupiny spolu s nejlepším celkem ze druhých míst postoupil přímo na MS. Zbylá osmička na druhých místech se utkala v baráži o zbylé čtyři místenky.

## Skupina 1
| Poř. | Tým                 | B  | Z | V | R | P | VG | IG | +/- |
| ---- | ------------------- | -- | - | - | - | - | -- | -- | --- |
| 1    | Dánsko              | 17 | 8 | 5 | 2 | 1 | 14 | 6  | 8   |
| 2    | Chorvatsko          | 15 | 8 | 4 | 3 | 1 | 17 | 12 | 5   |
| 3    | Řecko               | 14 | 8 | 4 | 2 | 2 | 11 | 4  | 7   |
| 4    | Bosna a Hercegovina | 9  | 8 | 3 | 0 | 5 | 9  | 14 | -5  |
| 5    | Slovinsko           | 1  | 8 | 0 | 1 | 7 | 5  | 20 | -15 |

## Skupina 2
| Poř. | Tým       | B  | Z | V | R | P | VG | IG | +/- |
| ---- | --------- | -- | - | - | - | - | -- | -- | --- |
| 1    | Anglie    | 19 | 8 | 6 | 1 | 1 | 15 | 2  | 13  |
| 2    | Itálie    | 18 | 8 | 5 | 3 | 0 | 11 | 1  | 10  |
| 3    | Polsko    | 10 | 8 | 3 | 1 | 4 | 10 | 12 | -2  |
| 4    | Gruzie    | 10 | 8 | 3 | 1 | 4 | 7  | 9  | -2  |
| 5    | Moldavsko | 0  | 8 | 0 | 0 | 8 | 2  | 21 | -19 |

## Skupina 3
| Poř. | Tým         | B  | Z | V | R | P | VG | IG | +/- |
| ---- | ----------- | -- | - | - | - | - | -- | -- | --- |
| 1    | Norsko      | 20 | 8 | 6 | 2 | 0 | 21 | 2  | 19  |
| 2    | Maďarsko    | 12 | 8 | 3 | 3 | 2 | 10 | 8  | 2   |
| 3    | Finsko      | 11 | 8 | 3 | 2 | 3 | 11 | 12 | -1  |
| 4    | Švýcarsko   | 10 | 8 | 3 | 1 | 4 | 11 | 12 | -1  |
| 5    | Ázerbájdžán | 3  | 8 | 1 | 0 | 7 | 3  | 22 | -19 |

## Skupina 4
| Poř. | Tým       | B  | Z  | V | R | P | VG | IG | +/- |
| ---- | --------- | -- | -- | - | - | - | -- | -- | --- |
| 1    | Rakousko  | 25 | 10 | 8 | 1 | 1 | 17 | 4  | 13  |
| 2    | Skotsko   | 23 | 10 | 7 | 2 | 1 | 15 | 3  | 12  |
| 3    | Švédsko   | 21 | 10 | 7 | 0 | 3 | 16 | 9  | 7   |
| 4    | Lotyšsko  | 10 | 10 | 3 | 1 | 6 | 10 | 14 | -4  |
| 5    | Estonsko  | 4  | 10 | 1 | 1 | 8 | 4  | 16 | -12 |
| 6    | Bělorusko | 4  | 10 | 1 | 1 | 8 | 5  | 21 | -16 |

## Skupina 5
| Poř. | Tým         | B  | Z | V | R | P | VG | IG | +/- |
| ---- | ----------- | -- | - | - | - | - | -- | -- | --- |
| 1    | Bulharsko   | 18 | 8 | 6 | 0 | 2 | 18 | 9  | 9   |
| 2    | Rusko       | 17 | 8 | 5 | 2 | 1 | 19 | 5  | 14  |
| 3    | Izrael      | 13 | 8 | 4 | 1 | 3 | 9  | 7  | 2   |
| 4    | Kypr        | 10 | 8 | 3 | 1 | 4 | 10 | 15 | -5  |
| 5    | Lucembursko | 0  | 8 | 0 | 0 | 8 | 2  | 22 | -20 |

## Skupina 6
| Poř. | Tým             | B  | Z  | V | R | P  | VG | IG | +/- |
| ---- | --------------- | -- | -- | - | - | -- | -- | -- | --- |
| 1    | Španělsko       | 26 | 10 | 8 | 2 | 0  | 26 | 6  | 20  |
| 2    | Jugoslávie      | 23 | 10 | 7 | 2 | 1  | 29 | 7  | 22  |
| 3    | Česko           | 16 | 10 | 5 | 1 | 4  | 16 | 6  | 10  |
| 4    | Slovensko       | 16 | 10 | 5 | 1 | 4  | 18 | 14 | 4   |
| 5    | Faerské ostrovy | 6  | 10 | 2 | 0 | 8  | 10 | 31 | -21 |
| 6    | Malta           | 0  | 10 | 0 | 0 | 10 | 2  | 37 | -35 |

## Skupina 7
| Poř. | Tým        | B  | Z | V | R | P | VG | IG | +/- |
| ---- | ---------- | -- | - | - | - | - | -- | -- | --- |
| 1    | Nizozemsko | 19 | 8 | 6 | 1 | 1 | 26 | 4  | 22  |
| 2    | Belgie     | 18 | 8 | 6 | 0 | 2 | 20 | 11 | 9   |
| 3    | Turecko    | 14 | 8 | 4 | 2 | 2 | 21 | 9  | 12  |
| 4    | Wales      | 7  | 8 | 2 | 1 | 5 | 20 | 21 | -1  |
| 5    | San Marino | 0  | 8 | 0 | 0 | 8 | 0  | 42 | -42 |

## Skupina 8
| Poř. | Tým             | B  | Z  | V | R | P  | VG | IG | +/- |
| ---- | --------------- | -- | -- | - | - | -- | -- | -- | --- |
| 1    | Rumunsko        | 28 | 10 | 9 | 1 | 0  | 37 | 4  | 33  |
| 2    | Irsko           | 18 | 10 | 5 | 3 | 2  | 22 | 8  | 14  |
| 3    | Litva           | 17 | 10 | 5 | 2 | 3  | 11 | 8  | 3   |
| 4    | Makedonie       | 13 | 10 | 4 | 1 | 5  | 22 | 18 | 4   |
| 5    | Island          | 9  | 10 | 2 | 3 | 5  | 11 | 16 | -5  |
| 6    | Lichtenštejnsko | 0  | 10 | 0 | 0 | 10 | 3  | 52 | -49 |

## Skupina 9
| Poř. | Tým           | B  | Z  | V | R | P | VG | IG | +/- |
| ---- | ------------- | -- | -- | - | - | - | -- | -- | --- |
| 1    | Německo       | 22 | 10 | 6 | 4 | 0 | 23 | 9  | 14  |
| 2    | Ukrajina      | 20 | 10 | 6 | 2 | 2 | 10 | 6  | 4   |
| 3    | Portugalsko   | 19 | 9  | 5 | 4 | 1 | 12 | 4  | 8   |
| 4    | Arménie       | 8  | 10 | 1 | 5 | 4 | 8  | 17 | -9  |
| 5    | Severní Irsko | 7  | 9  | 1 | 4 | 5 | 6  | 10 | -4  |
| 6    | Albánie       | 4  | 10 | 1 | 1 | 8 | 7  | 20 | -13 |

## Žebříček týmů na druhých místech
Do žebříčku týmů na druhých místech se započítávaly pouze zápasy s 1., 3. a 4. týmem dané skupiny. Nejlepší celek tohoto žebříčku přímo postoupil na MS, zbylé týmy hrály baráž.
| Tým        | B  | Z | V | R | P | VG | IG | +/- |
| ---------- | -- | - | - | - | - | -- | -- | --- |
| Skotsko    | 13 | 6 | 4 | 1 | 1 | 8  | 2  | 6   |
| Itálie     | 12 | 6 | 3 | 3 | 0 | 5  | 0  | 5   |
| Belgie     | 12 | 6 | 4 | 0 | 2 | 11 | 11 | 0   |
| Rusko      | 11 | 6 | 3 | 2 | 1 | 12 | 5  | 7   |
| Chorvatsko | 11 | 6 | 3 | 2 | 1 | 11 | 8  | 3   |
| Jugoslávie | 11 | 6 | 3 | 2 | 1 | 7  | 5  | 2   |
| Irsko      | 8  | 6 | 2 | 2 | 2 | 8  | 6  | 2   |
| Ukrajina   | 8  | 6 | 2 | 2 | 2 | 5  | 5  | 0   |
| Maďarsko   | 6  | 6 | 1 | 3 | 2 | 4  | 7  | -3  |

## Baráž
| 29. října 1997        |          |          |                                                                        |
| Chorvatsko            | 2 – 0    | Ukrajina | Maksimir Stadium, Záhřeb diváci: 20 000 rozhodčí: Alain Sars (Francie) |
| Bilić 11' Vlaović 49' | (Report) |          | Maksimir Stadium, Záhřeb diváci: 20 000 rozhodčí: Alain Sars (Francie) |

| 15. listopadu 1997 |        |            |                                                                   |
| Ukrajina           | 1 – 1  | Chorvatsko | Olimpiysky, Kyjev diváci: 77 500 rozhodčí: Rune Pedersen (Norsko) |
| Ševčenko 5'        | Report | Bokšić 27' | Olimpiysky, Kyjev diváci: 77 500 rozhodčí: Rune Pedersen (Norsko) |

 Chorvatsko zvítězilo celkovým skóre 3:1 a postoupilo na Mistrovství světa ve fotbale 1998.
| 29. října 1997      |          |           |                                                                          |
| Rusko               | 1 – 1    | Itálie    | Dynamo Stadium, Moskva diváci: 15 000 rozhodčí: Peter Mikkelsen (Dánsko) |
| Cannavaro 52' (vl.) | (Report) | Vieri 49' | Dynamo Stadium, Moskva diváci: 15 000 rozhodčí: Peter Mikkelsen (Dánsko) |

| 15. listopadu 1997 |          |       |                                                                                  |
| Itálie             | 1 – 0    | Rusko | Stadio San Paolo, Neapol diváci: 76 500 rozhodčí: Serge Muhmenthaler (Švýcarsko) |
| Casiraghi 53'      | (Report) |       | Stadio San Paolo, Neapol diváci: 76 500 rozhodčí: Serge Muhmenthaler (Švýcarsko) |

 Itálie zvítězila celkovým skóre 2:1 a postoupila na Mistrovství světa ve fotbale 1998.
| 29. října 1997 |          |           |                                                                          |
| Irsko          | 1 – 1    | Belgie    | Lansdowne Road, Dublin diváci: 32 305 rozhodčí: László Vagner (Maďarsko) |
| Irwin 7'       | (Report) | Nilis 29' | Lansdowne Road, Dublin diváci: 32 305 rozhodčí: László Vagner (Maďarsko) |

| 15. listopadu 1997     |          |              |                                                                                  |
| Belgie                 | 2 – 1    | Irsko        | Stadion krále Baudouina, Brusel diváci: 31 455 rozhodčí: Günter Benkö (Rakousko) |
| Oliveira 25' Nilis 70' | (Report) | Houghton 58' | Stadion krále Baudouina, Brusel diváci: 31 455 rozhodčí: Günter Benkö (Rakousko) |

 Belgie zvítězila celkovým skóre 3:2 a postoupila na Mistrovství světa ve fotbale 1998.
| 29. října 1997 |          |                                                                         |                                                                                            |
| Maďarsko       | 1 – 7    | Jugoslávie                                                              | Stadion Albert Flórián, Budapešť diváci: 13 175 rozhodčí: Vítor Melo Pereira (Portugalsko) |
| Illés 88'      | (Report) | Brnović 2' Đukić 6' Savićević 24' Mijatović 26', 41', 51' Milošević 63' | Stadion Albert Flórián, Budapešť diváci: 13 175 rozhodčí: Vítor Melo Pereira (Portugalsko) |

| 15. listopadu 1997                                |          |          |                                                                                |
| Jugoslávie                                        | 5 – 0    | Maďarsko | Stadion Crvena Zvezda, Bělehrad diváci: 48 498 rozhodčí: Metin Tokat (Turecko) |
| Milošević 18' Mijatović 44', 45' (pen.), 71', 88' | (Report) |          | Stadion Crvena Zvezda, Bělehrad diváci: 48 498 rozhodčí: Metin Tokat (Turecko) |

 Jugoslávie zvítězila celkovým skóre 12:1 a postoupila na Mistrovství světa ve fotbale 1998.